# كريستيان كونراد سبرينجيل
كريستيان كونراد سبرينجيل (بالألمانية: Christian Konrad Sprengel)‏ (و. 1750 – 1816 م) هو بروفيسور، وأحيائي، وعالم نبات ألماني، ولد في براندنبورغ آن در هافل، توفي في برلين، عن عمر يناهز 66 عاماً.

## التعليم
تعلم في جامعة هاله.

## روابط خارجية
- كريستيان كونراد سبرينجيل على موقع الموسوعة البريطانية (الإنجليزية)